# キューバと北朝鮮の関係
キューバと北朝鮮の関係（朝鮮語: 꾸바-조선민주주의인민공화국 관계、スペイン語: Relaciones Corea del Norte-Cuba）は、キューバと朝鮮民主主義人民共和国 (北朝鮮) の二国間関係を指す。
キューバと北朝鮮は、1960年8月29日以来、外交関係を結んでいる。キューバは平壌に、北朝鮮はハバナに大使館を設置している。

## 歴史
キューバは北朝鮮の最も一貫した同盟国の一国であり続けている。北朝鮮のメディアは、キューバ人を社会主義を共に歩む同志として描写している。冷戦の間、北朝鮮とキューバは、アメリカの力に反対する彼らの過激な立場に基づいて連帯の絆を築いた。
当時キューバ政府の大臣だったチェ・ゲバラは1960年に北朝鮮を訪問し、それをキューバが従うべきモデルであると宣言した。1968年、ラウル・カストロは彼らの見解は「すべてにおいて完全に同一」であると述べた。キューバの指導者フィデル・カストロは1986年に訪問した。キューバは1988年ソウルオリンピックをボイコットすることで北朝鮮との連帯を示した数少ない国の一国だった。
フィデル・カストロは、1980年代に金日成が「ベテランで非難されない戦闘員が、1セントも請求せずに10万発のAK-47ライフルとそれに対応する弾薬を送ってくれた」と書いている。
2013年、北朝鮮の船である清川江号は、パナマ運河を通過中にパナマ運河当局によって捜索され、キューバから武器を運んでいることが判明した。船は後に北朝鮮政府に返還された。
2016年1月、北朝鮮とキューバは物々交換システムを確立した。 また、2016年には、朝鮮労働党とキューバ共産党が会合し、関係強化について話し合った 。2016年にフィデル・カストロが亡くなった後、北朝鮮政府は3日間の追悼期間を宣言し、公式の代表団を彼の葬式に送った。北朝鮮の指導者である金正恩は、平壌にあるキューバ大使館を訪れ、敬意を表した。
2018年、国家評議会議長ミゲル・ディアス＝カネルが北朝鮮を訪問し、社会主義の連帯と制裁への反対を強調した。2021年の彼の誕生日のために、金正恩は国の大使を介してディアスカネルに花籠を送った。

## 外交使節

### 駐朝キューバ大使
- ヘルマン・エルミン・フェラス・アルバレス
- ヘスス・デ・ロス・アンヘレス・アイセ・ソトロンゴ（2015年～、信任状捧呈は12月21日[15]）

### 駐キューバ北朝鮮大使
- 張正煥（チャン・ジョンファン）
- 朴重国（パク・チョングク）